# Aschat Żytkiejew
Aschat Rasułowicz Żytkiejew (ros. Асхат Расулович Житкеев; ur. 13 kwietnia 1981 w Astanie) – kazachski judoka, wicemistrz olimpijski, brązowy medalista mistrzostw świata, trzykrotny mistrz Azji.

## Życiorys
Startuje w kategorii do 100 kg. Jego największym osiągnięciem jest srebrny medal igrzysk olimpijskich w Pekinie oraz brązowy medal mistrzostw świata w Monachium (2001). Jest trzykrotnym mistrzem Azji (2003, 2004, 2008) i brązowym medalistą Igrzysk Azjatyckich 2002 w Pusan.
Jego żoną jest reprezentantka Kazachstanu w piłce siatkowej Jelena Pawłowa.

## Osiągnięcia

### Igrzyska olimpijskie
| Igrzyska olimpijskie | Data            | Kategoria | Miejsce |
| -------------------- | --------------- | --------- | ------- |
| Pekin 2008           | 9 sierpnia 2008 | do 100 kg |         |

### Mistrzostwa świata
- 2001 Monachium –  brąz – 100 kg